# Karina Gibert
Karina Gibert i Oliveras (Figueres, 1967) és una enginyera informàtica i professora universitària catalana, especialista en intel·ligència artificial i estadística computacional.
Llicenciada en Informàtica, en l'especialitat en estadística computacional i Intel·ligència artificial, té un doctorat en Informàtica i un postgrau en Docència Universitària. Imparteix diverses assignatures sobre estadística, anàlisi multivariant, mineria de dades, ciència de les dades, ètica de la IA, IA explicable i sistemes intel·ligents de suport a la presa de decisions. Des del 2018 és catedràtica a la Universitat Politècnica de Catalunya-Barcelona Tech (UPC), i des del 1990 ha estat docent de la UPC. És cofundadora i actual directora del centre de recerca Intelligent Data Science and Artificial Intelligence. És Degana del Col·legi Oficial d'Enginyeria en Informàtica de Catalunya des del 2023 (ex vicedegana de Big Data, Ciència de les dades i Intel·ligència Artificial, en 2017-2020 i vicedegana de presidència, ètica i igualtat en 2020-2023). També és membre del grup de treball Catalonia.AI i ha participat en la redacció del Pla Estratègic per la IA del govern català. També assessora la Comissió Europea en qüestions d'ètica i IA, i és editora de la revista Environmental Modelling and Software.
És la directora acadèmica de la plataforma de formació Top Secret Rosies, que s'adreça a noies que han cursat carreres STEAM i participa al programa "Aquí STEAM" de la UPC.
El 2024 va entrar a formar part de CETRA, la comissió d'experts per a l'estratègia de transformació de l'Administració de la Generalitat de Catalunya.
El 2025 fou inclosa a la llista Forbes de les 100 dones més influents de Catalunya.